# Thea Figee
Thea Theresia Figee (Soest, 14 oktober 1952) is een Nederlands graficus, glaskunstenaar, schilder en fotograaf uit Utrecht.
Thea Figee kreeg haar opleiding van 1981-1984 aan de Hogeschool voor de Kunsten in Utrecht. Ze specialiseerde zich in de richting vrije grafiek.
Sinds 1987 maakte zij ook olieverf op doek, haar werk is meestal abstract. Bij het maken van prenten combineerde ze verschillende druktechnieken als materiaaldruk, etsen, droge naald, karton- en sjabloondruk.
Vanaf 1999 legde ze zich toe op het maken van glascreaties in de vorm van kommetjes, schalen en vazen. In samenwerking met de glasblazer onderzocht ze daarbij de werking van kleurlagen, structuren en andere technieken op het te vormen glas. Het glasblazen zelf liet ze daarbij aan de professionals over.
Werken van haar werden opgenomen in de collecties van het Nationaal Glasmuseum in Leerdam, Museum van Bommel van Dam (Venlo), Museum Rhenen en het Hentrich Glasmuseum in Düsseldorf.

## Exposities (selectie)
- doorlopend - Glasgalerie Broft, Leerdam
- 2005 - Nationaal Glasmuseum, Leerdam
- 2007 - Glaskunstbeurs, Leerdam
- 2010 - SBK, Amstelveen[1]
- 2013 - galerie Welti, Düsseldorf

## Biografie
- F. Jeursen - Schilderen Met Glas, over Thea Figee; uitgeverij Optima, ISBN 9789076940281

- Gemeinsame Normdatei: 1146992491
- International Standard Name Identifier: 0000 0000 4569 0202
- Library of Congress Control Number: n99255684
- Nederlandse Thesaurus van Auteursnamen: 121195341
- RKD-Nederlands Instituut voor Kunstgeschiedenis: 27968
- Système universitaire de documentation: 106963856
- Virtual International Authority File: 19016572
- WorldCat: E39PBJhmPD8tfwdmtMrYWVHDMP